# Реквием до минор (Керубини)
Ре́квием до мино́р для смешанного хора и оркестра — заупокойная месса (лат. Requiem) Луиджи Керубини, сочинённая в 1817 году.

## История создания
Реквием памяти Людовика XVI был заказан бывшему композитору Революции Луиджи Керубини к годовщине казни короля и королевы (21 января 1793 года). Когда композитор приступал к работе, его ближайшим предшественником во французской музыке был Ф. Ж. Госсек, написавший свой реквием (Messe des morts) ещё в 1760 году.
Реквием был впервые исполнен 21 января 1817 года в Париже, в соборе Сен-Дени, где в 1815 году были перезахоронены останки короля и королевы. Четыре года спустя, 13 февраля 1820 года, он был исполнен в той же церкви в связи с убийством наследника французского престола Карла.
Реквием сразу получил признание у современников; Л. ван Бетховен говорил, что, если ему доведётся когда-нибудь писать Реквием, он возьмёт за образец сочинение Керубини; в соответствии с пожеланием Бетховена именно этот Реквием был исполнен на его похоронах. Сочинением Керубини восхищались и композиторы следующего поколения, в том числе Дж. Россини, Р. Шуман, И. Брамс, Г. Берлиоз, Дж. Верди. 
Консервативные деятели католической церкви находили реквием Керубини слишком светским для того, чтобы он мог исполняться в церкви; в частности, парижский архиепископ  Луи де Келан осудил присутствие в хоре женских голосов и запретил исполнять заупокойную мессу Керубини в церквах. Свой второй реквием, ре-минорный (1836), Керубини написал уже для мужского хора.

## Структура Реквиема
1. Introit и Kyrie
2. Graduale
3. Dies irae
4. Offertorium: 
Domine Jesu Christe
Hostias
5. Sanctus
6. Pie Jesu (Lacrimosa)
7. Agnus Dei

## Музыка
Луиджи Керубини, в совершенстве владевший полифоническим письмом и контрапунктом, о чём свидетельствуют его ранние, ещё итальянского периода, духовные сочинения, в 1816 году должен был считаться с изменившимися вкусами, воспитанными не в последнюю очередь на его «операх спасения».  Реквием, хотя и был написан исключительно для хора, без солистов, по стилю имел больше общего с его операми, чем с ранними духовными сочинениями. Вместе с тем Керубини стремился оставаться в рамках литургии и создал произведение яркое, но не театральное.
Написанный в то время, когда был уже широко известен реквием Моцарта (и даже перекликающийся с ним в Lacrimosa), реквием Керубини и от моцартовского, и от многих других, более поздних, отличается компактностью Dies irae, которая у него не распадается на части, а исполняется на одном дыхании.

## Записи
- L. Cherubini. Messe de Requiem en ut (1950), Хор и оркестр NBC. Дирижёр Артуро Тосканини
- L. Cherubini. Messe de Requiem en ut (EMI Columbia, 1952). Хор и оркестр Академии Санта-Чечилия. Дирижёр Карло Мария Джулини
- L. Cherubini. Requiem a la memoire de Louis XVI (EMI, 1980). Хор и оркестр Филармония. Дирижёр Риккардо Мути.
- L. Cherubini. Messe de Requiem en ut (Decca, 1985). Хор и оркестр Чикагский симфонический оркестр. Дирижёр Георг Шолти